# Li Auto Mega
Li Auto Mega (кит. 理想MEGA) — электромобиль-минивэн, впервые представленный в 2023 году китайской компанией Li Auto. Производство началось в 2024 году.

## Описание
Li Mega впервые был представлен в ноябре 2023 года в Гуанчжоу. В отличие от других моделей, это первый полностью электрический автомобиль.
Li Auto Mega отличается своим оригинальным дизайном. Коэффициент лобового сопротивления составляет 0,215 Кд. По китайским меркам, это самый низкий показатель среди производимых в мире внедорожных минивэнов.
Электродвигатель питается от аккумулятора CATL Qilin ёмкостью 102,7 кВт⋅ч компании CATL. Передняя подвеска на двойных поперечных рычагах, а задняя — пневматическая. До 100 км/ч автомобиль разгоняется за 5,5 секунд.

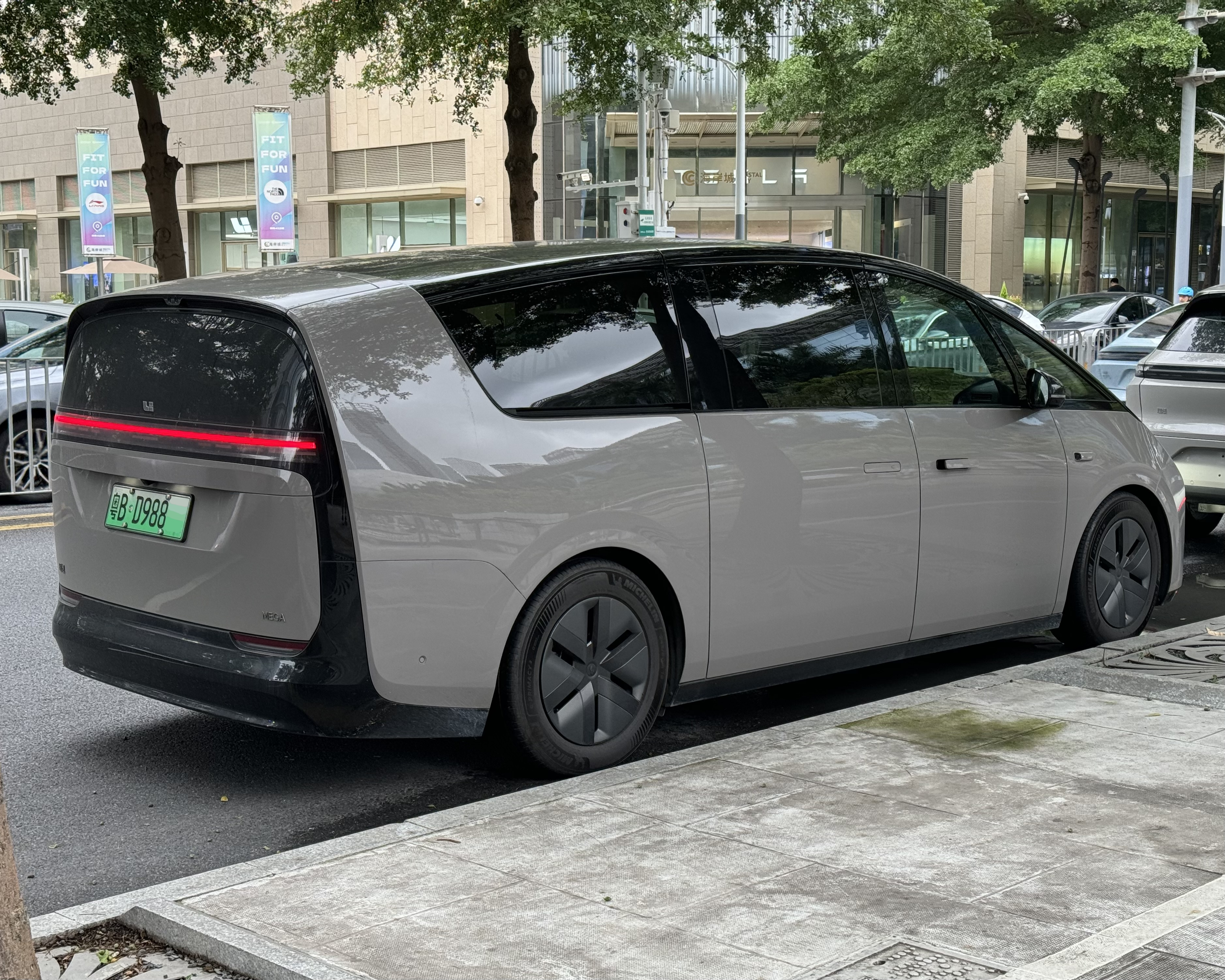
Вид сзади
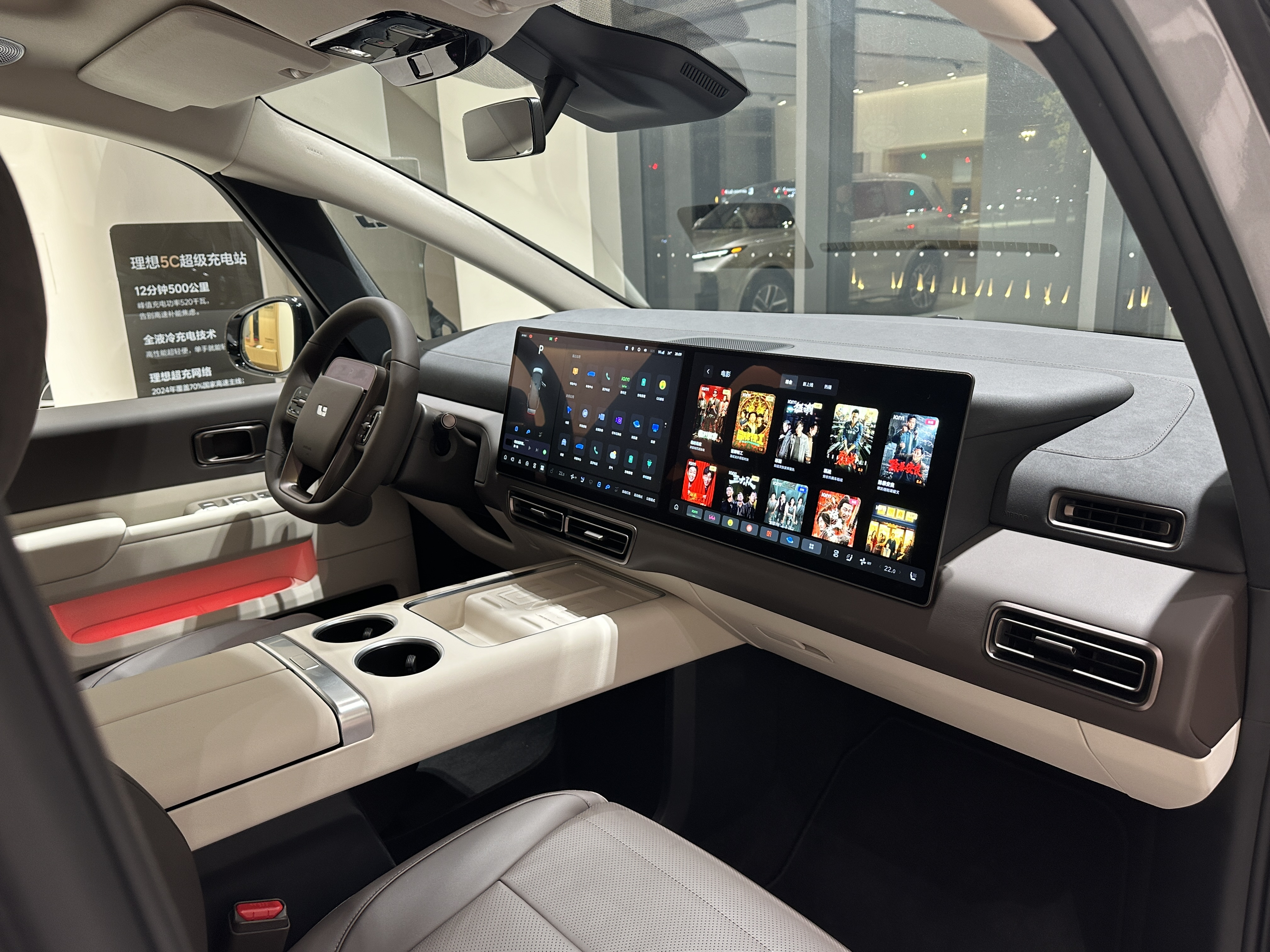
Интерьер